# Dunia Elvir
Dunia Elvir (La Ceiba, de junio de 1973) es una periodista y presentadora de televisión hondureña que labora para la cadena internacional Telemundo.

## Biografía
Dunia tiene dos hermanos, Orlando y Carlos Elvir. Ella es la mayor, Orlando es cinco años menor y Carlos es ocho años menor que ella. Su madre cuidaba de dos de sus primos; Claudia y Maricela, que se convirtieron en las hermanas que Dunia siempre quiso tener. Al crecer en Barrio La Isla en La Ceiba, Dunia solía jugar fútbol y béisbol en la calle. Dunia tenía seis años cuando su padre compró su primer micrófono y radio. A Dunia le gustaba jugar y fingir ser locutora. A los 15 años, Dunia fue enviada a Los Ángeles, California, para vivir con su abuela materna. Asistió a la escuela secundaria Jordan High School en Los Ángeles y obtuvo su diploma de escuela secundaria como estudiante de ESL (inglés como segundo idioma). Más tarde obtuvo su título de transmisión en el American Communication Institute en Hollywood en 1991. Dunia se graduó con un conocimiento limitado de inglés. Esto y la falta de documentos de inmigración le impidieron continuar con su educación superior. Un año después nació su primer hijo, Jesús. Jesús es autista, esta discapacidad la hizo elegir la vida hogareña para cuidarlo. En 1997 nació el segundo hijo de Dunia, Eduardo. Unos años más tarde, este primer matrimonio tuvo problemas y la pareja se separó en julio de 2001, cuando Dunia salió de la casa con sus dos hijos. El 12 de abril de 2003 Dunia se casó con Carl Procida. En diciembre de 2004 Dunia decidió comenzar la universidad, esta idea era un sueño mutuo de ella y su esposo. Mientras intentaban completar su educación superior como pareja, Dunia y Carl tuvieron dos niñas, Adrianna y Josieanna. Para noviembre de 2008, Dunia y Carl se graduaron de la Universidad de Phoenix con una Licenciatura en Administración de Empresas. Este objetivo educativo le dio a Dunia la oportunidad de crecer dentro de Telemundo. En este punto, Telemundo no solo le brinda a Dunia la oportunidad de trabajar, cumplir con la profesión de sus sueños, sino que también la ayuda a crecer intelectualmente al permitirle volver a la universidad y obtener su MBA, que Dunia podrá completar en noviembre de 2011 y con su esposo como compañero de clase.

## Carrera
Elvir comenzó su carrera en California en la Radio Mexicana en 1989. Más tarde se mudó al Canal 62 de KRCA en Los Ángeles como reportera y presentadora de noticias de televisión. Desde 2001, ha trabajado para Telemundo en Los Ángeles.
También fue corresponsal en el programa de televisión Cada día con María Antonieta. En realidad, Elvir también informa para Telemundo Network que muestra Levantate Al Rojo Vivo, Noticiero Telemundo y el programa matutino de Los Ángeles Buenos días. En 2014, Elvir fue la única mujer en el debate gubernamental de California entre el gobernador Jerry Brown y Neel Kashkari en Sacramento. Esta fue la primera vez que una mujer hispana sirvió como moderadora en el debate gubernamental de Golden State. Elvir también moderó el evento de Líderes Mundiales donde el Primer Ministro Tony Blair y Vicente Fox discutieron sobre inmigración, educación, política, entre otros temas.

## Premios y reconocimientos
Elvir ha recibido muchos reconocimientos debido a sus informes sobre historias de interés humano. Elvir fue nominada a dos premios Emmy entre 2016 y 2017. También fue nominada para un Premio Emmy en la categoría de Mejor Informe de Investigación en Los Ángeles en 2001. También ganó el "Golden Mike" con su informe Corners of Sin como el Mejor Informe de Investigación del año.
Elvir ha recibido varios reconocimientos especiales de la ciudad de Los Ángeles, el condado de Los Ángeles, el Senado del estado de California, recibió un reconocimiento especial de la Asamblea del estado de California y miembros del Congreso de los Estados Unidos.
También ganó el Premio GLAAD en 2005.
Fue invitada como invitada especial para visitar la Casa Blanca por la Asociación Nacional de Líderes Latinas (NALL). 
En 2006, recibió el "Premio al visitante distinguido" de la ciudad de La Ceiba, donde tuvo lugar el concurso de belleza Miss Honduras 2006.
En agosto de 2007, recibió el premio "Periodista del año" en Toronto, Ontario, Canadá, en el "Festival de verano Toni Reyes", donde más de 70 mil hispanos de diferentes nacionalidades se reunieron para celebrar. 
El 20 de septiembre de 2007 recibió de la Cámara de Comercio e Industria de Tegucigalpa (Cámara de Comercio e Industria de Tegucigalpa) el Premio "Orgullo Hondureño en el Extranjero" por su servicio comunitario y el impacto positivo para otros hondureños en los Estados Unidos.
En 2008, la historia de Dunia "Peligro en los hospitales" fue seleccionada por NAHJ (Asociación Nacional de Periodistas Hispanos) como el mejor informe de investigación del año, reconocimiento que recibió en Washington D. C. Dunia recibió el Premio Los Angeles Press Club al "Mejor Programa de Servicio Público", una pieza de 30 minutos.
En 2011, fue galardonada con el "Premio NBC Ovation".
En 2019, Elvir ganó dos Premios Emmys. En la categoría de Historia de Noticias del Entretenimiento por Pequeña gigante y en la categoría de Series infomerciales por Esclavitud moderna.